# Larry Whitty
John Lawrence Whitty, baron Whitty (né le 15 juin 1943), connu sous le nom de Larry Whitty, est un homme politique du parti travailliste britannique. 

## Biographie
Né en 1943, Whitty fait ses études à la Latymer Upper School et est diplômé du St John's College de Cambridge avec un BA (Hons) en économie. Il travaille pour Hawker Siddeley Aviation de 1960 à 1962 et au ministère de la Technologie aéronautique de 1965 à 1970. 
Il est employé par le Trades Union Congress de 1970 à 1973 et par le General Municipal Boilermakers and Allied Trade Union de 1973 à 1985. 
En 1985, Whitty devient le secrétaire général du Parti travailliste, poste qu'il occupe jusqu'en 1994. Il fait partie de la direction réformatrice de Neil Kinnock et, dans ce rôle, fait progresser un vaste programme comprenant la modification des règles internes, le passage à un régime national d'adhésion, l'expulsion des membres du groupe militant entriste et, après la défaite électorale de 1987, l'examen interne des politiques. Il supervise deux élections générales (la dernière en 1992) et l'élection de John Smith et Tony Blair à la tête du parti. Il est le coordinateur européen du Parti travailliste de 1994 à 1997. 
Whitty est créé pair à vie le 21 octobre 1996 avec le titre de baron Whitty, de Camberwell dans le quartier londonien de Southwark. En juillet 1998, Whitty est sous-secrétaire d'État parlementaire au ministère de l'Environnement, des Transports et des Régions, responsable des routes et des questions de sécurité routière. En 1997, Lord Whitty est un Lord-in-Waiting (Whip) couvrant l'éducation et les affaires étrangères. Il devient sous-secrétaire d'État parlementaire au DEFRA, chargé de l'agriculture, de l'alimentation et de l'énergie durable en juin 2001, occupant ce poste jusqu'aux élections générales de mai 2005. 
Whitty est nommé premier président de Consumer Focus en juillet 2007 . Consumer Focus est l'organisation statutaire faisant campagne pour un accord équitable pour les consommateurs en Angleterre, au Pays de Galles, en Écosse et, pour les services postaux, en Irlande du Nord. Consumer Focus est issu de la fusion de trois organisations - energywatch, Postwatch et le Conseil national des consommateurs (y compris les Conseils des consommateurs écossais et gallois) - par le Consumers, Estate Agents and Redress Act 2007. 
Whitty est marié et a deux fils d'un précédent mariage. Il est le frère de Geoff Whitty, ancien directeur de l'Institute of Education de l'Université de Londres. 